# La somme rurale

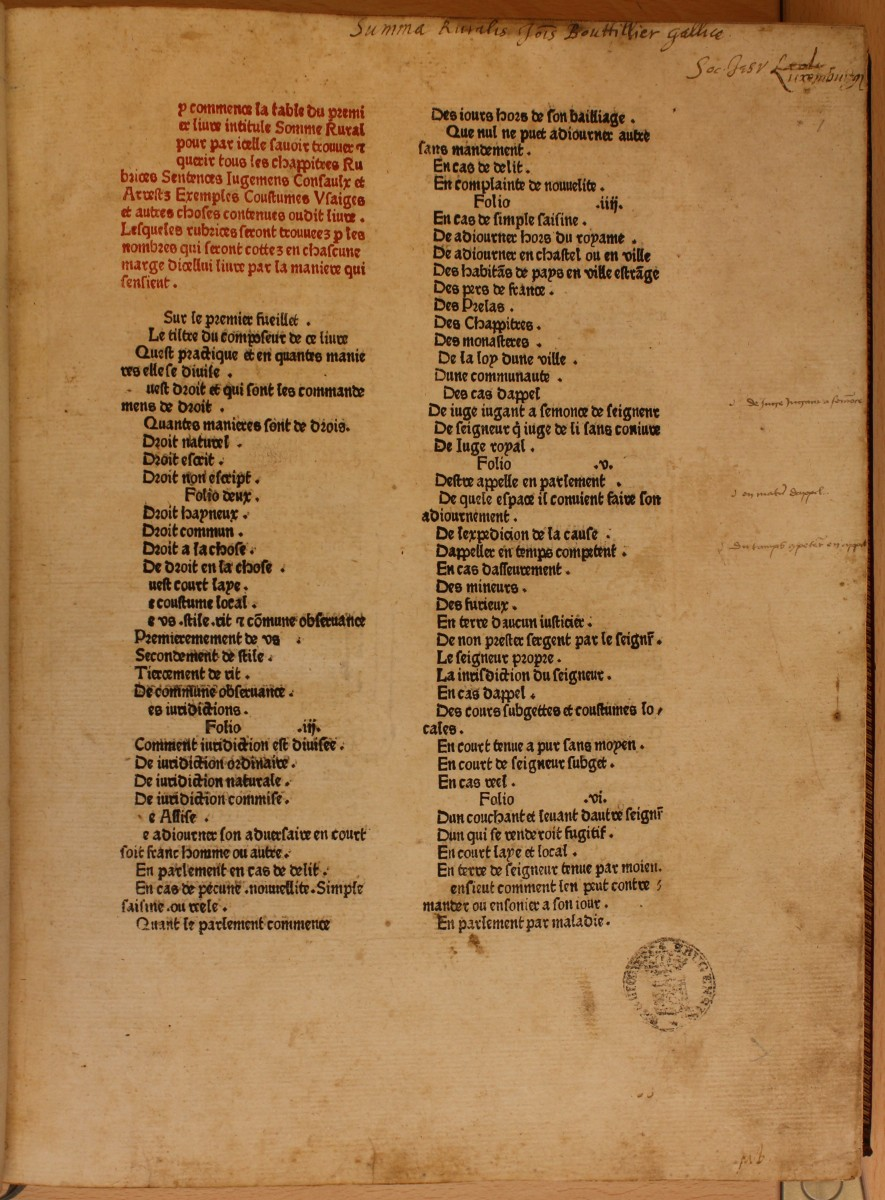
Fragment uit La Somme Rural, gedrukt door Mansion in 1479, in Brugge. Bewaard door de Openbare Bibliotheek Brugge.

De Somme rurale vormt een schriftelijke exponent van een rijke traditie van rechtsboeken over gewoonterecht die in de twaalfde eeuw haar wortels heeft.

## Auteur en inhoud
Het werk werd initieel geschreven door Jean Boutillier en kent een belangrijke herdruk in 1479 door Colard Mansion. Deze druk wordt bewaard in de Openbare Bibliotheek Brugge. Met uitzondering van de optekening van gewoonten, omvat deze rechtsverzameling teksten uit oudere rechtsboeken, arresten van rechtscolleges (onder andere het Parlement van Parijs) en passages Romeins en canoniek recht. De samensteller Jean Boutillier (1335/40 - 1395-96) was een man uit de rechtspraktijk. Hij vervulde talrijke ambten in Doornik (pensionaris, luitenant-baljuw).

## Overlevering
Het autografe handschrift is verloren gegaan maar in de loop van de 15de eeuw kwamen talrijke afschriften tot stand. Het mooiste van de bewaarde manuscripten is van de hand van Jehan Paradis, scribent van Lodewijk van Brugge, heer van Gruuthuse (1471). Alhoewel er elementen van samenwerking tussen Colard Mansion en de heer van Gruuthuse aanwijsbaar zijn, is het duidelijk dat de Brugse drukker een oudere kopie als legger gebruikte. Het betreft een afschrift dat tussen 13 juni 1459 en 22 juli 1460 door een baljuwsklerk van Amiens werd getranscribeerd. Mansions uitgave van 1497 was meteen de editio princeps. Met de eerste Nederlandse druk (Somme rurael, Delft, 1483) startte een tweede traditie, die van een betere legger vertrok dan deze door Mansion gebruikt.
Mansion gebruikte zijn kleinere half-gotische letter met romeinkapitalen. Het Brugse exemplaar is duidelijk niet afgewerkt. Er werd ruimte vrijgelaten voor de initialen, die hier en daar reeds door handgeschreven representanten zijn voorafgegaan. Daarenboven bleven de bladzijden 132v, 134v en 136v blanco met de bedoeling er stamboomtekeningen aan te brengen. Ook in andere bewaarde exemplaren ontbreken deze illustraties of treft men er louter technische tekeningen aan. Was het Mansions bedoeling achteraf deze oplage met de hand te verluchten? Het is namelijk bekend dat Mansion, die vertrouwd was met de wereld van de kalligrafie en de miniatuurkunst, geen fan was van de houtsnede.